# گروه‌های هشدار اولیه تروریسم
گروه‌های هشدار اولیه تروریسم لس آنجلس (انگلیسی: Terrorism Early Warning Groups) که همچنین به نام T.E.W یا T.E.W.G شناخته می‌شود، توسط الی تی جان سالیوان طراحی شده‌است. این گروه برای واحدهای واکنش محلی و رهبران جامعه در مورد تهدید جاری و جلوگیری از آینده، اطلاعاتی فراهم می‌کند.

## مأموریت گروه هشدار اولیه تروریسم
گروه‌های هشدار اولیه تروریستی (TEW) گروه‌های چند جانبه، چند رشته‌ای، تلاش‌های شبکه ای را تشکیل می‌دهند. هر فرد گروه هشدار اولیه تروریسم دارای ویژگی‌های زیر است:
- به عنوان نقطه کانونی برای تجزیه و تحلیل اطلاعات استراتژیک و عملیاتی مورد نیاز برای پاسخ به تروریسم و حفاظت از زیرساخت‌های حیاتی عمل می‌کند.
- مسئول اشتراک اطلاعات و تلفیق اطلاعات؛
- ارزیابی‌های خالص را برای کمک به برنامه‌ریزی مأموریت، تصمیم‌گیری و تخصیص منابع برای حمایت از فرماندهی حادثه در حوادث واقعی انجام می‌دهد.

در مجموع گروه هشدار اولیه تروریسم فردی یک گره را در شبکه گروه هشدار اولیه تروریسم تشکیل می‌دهند. مأموریت سرپرستی برای گروه هشدار اولیه تروریسم‌های فردی و شبکه جمعی به شرح زیر است:

### مأموریت کلیدی T.E.W
جهت توسعه عملیات اطلاعاتی برای حوزه عملیات و کمک به همکاری تولید اطلاعات در سراسر گروه هشدار اولیه تروریسم و جامعه آمیخته اطلاعاتی، برای جلوگیری از مقابله با تروریسم، خشونت و ناهنجاری‌های اجتماعی، تهدید و ارزیابی هشدارها و ارزیابی خالص عملیاتی.
(منبع: مرکز منابع ملی TEW، فوریه ۲۰۰۶)

## به اشتراک گذاری اطلاعات
گزارش کمیسیون ۱۱ سپتامبر برخی از کاستی‌ها در به اشتراک گذاری اطلاعات را نشان می‌دهد. گروه هشدار اولیه تروریسم نمونه‌هایی از تلاش‌های دولتی و محلی است که مکانیزمی برای جمع‌آوری، تجزیه و تحلیل و به اشتراک گذاری اطلاعات فراهم می‌کند. همان‌طور که مرکز ملی ادغام هشدار اولیه تروریسم در لس آنجلس آغاز به کار کرده، ایده‌های جدید در تجزیه و تحلیل جمع‌آوری اطلاعات و به اشتراک گذاری در سطح فدرال در قالب اینتل پدیا و همچنین در سطح محلی در ویکی خود نیز توسعه داده شده‌است. ویکی پلتفرم کاملی است که ردیابی تغییر اطلاعات، راحتی و جستجوی آسان هایپرلینک، مخزن اسناد و بازیابی آنها را ارائه می‌کند و دسترسی در پارامترهای تعیین شده توسط دولت را میسر می‌کند.

## لینک‌های دی اچ اس (DHS)
بریف گروه هشدار اولیه تروریسم - «... وزارت امنیت داخلی با قوت مأموریت کشف و مهار ما را دنبال می‌کند. . امروزه ما به‌طور قابل ملاحظه ای امن تر هستیم، زیرا به عنوان یک کشور، ما بیشتر از تهدید تروریسم آگاهیم و در مورد مقابله با آن بیشتر دقت می‌کنیم. "
وزیر تام ریج وزیر امنیت داخلی»TEW BRIEFdead link -
Homeland Security Advisory Council and Lessons Learned

## خانه گواهی
8/2/2006 United States House of Representatives  Leroy D. Baca, Sheriff

## سایت‌های الکترونیکی
گروه الکترونیکی GroupIntel
GroupIntel
لیست ایمیل گروه هشدار اولیه تروریسم TEW Mailing List
TEW Mailing List

## وب سایت‌های دی اچ اس (DHS)
Northeast Ohio TEWG
KC TEW
Oklahoma Region 7 TEW
New Orleans TEW
Hamilton County Homeland Security TEWG
East Bay TEWG

## دادن اطلاعات
DHS Grants and Training